# Джонс, Джон Маршалл
Джон Маршалл Джонс (англ. John Marshall Jones; 20 июля 1820 — 5 мая 1864) — американский офицер, выпускник Вест-Пойнта, бригадный генерал армии Конфедерации во время Гражданской войны. Участник сражения под Геттисбергом. Погиб в сражении в Глуши.

## Ранние годы
Джонс родился в Шарлоттсвиле, штат Виргиния. В Вест-Пойнте его звали «Ром-Джонс» из-за пристрастия к алкоголю. Он окончил академию 39-м из 52-х кадетов выпуска 1841 года. 19 его одноклассников стали генералами в годы гражданской войны, в их числе Джон Рейнольдс, Натаниэль Лайон, Роберт Гарнетт, Ричард Гарнетт, Эмиэль Уиппл и Исраэль Ричардсон (все они погибли в бою).
После академии его определили временным вторым лейтенантом в 7-й пехотный полк и Джонс служил на границе, пока не вернулся в Вест-Пойнт в 1845 году, где стал инструктором по пехотной тактике. На этой должности он пробыл до 1852 года. С 1854 по 1855 он служил в комиссии по пересмотру тактики легкой артиллерии и применения винтовочного огня. 3 марта 1855 года он был повышен до капитана. Он служил в гарнизонах различных фортов, а с 1858 по 1860 год участвовал в войне в Юте.

## Гражданская война
После начала войны и сецессии Вирджинии Джонс уволился из армии США (27 мая 1861 года) и поступил на службу в армию Конфедерации в качестве капитана артиллерии. Позже он был направлен в пехоту в звании полковника и стал служить в армии, которая впоследствии стала называться Северовирджинской. В начале 1862 года он стал генерал-адъютантом в дивизии генерала Ричарда Юэлла.
Находясь при штабе Томаса Джексона, он участвовал в кампании в долине Шенандоа, в Семидневной битве, во Втором сражении при Булл-Ран, при Фредериксберге и Чанселорсвилле. В мае 1863 года Джонс был повышен до бригадного генерала и направлен в дивизию Эдварда Джонсона, на замену генерала Джона Джонса (не родственника). Историк Гарри Пфанц писал, что это произошло из-за большой убыли офицеров при Чанселорсвилле, когда у командования не было большого выбора.
Назначив Джонса на эту должность, генерал Ли отправил это назначение на утверждение президенту Дэвису с оговоркой: «Если он не справится с обязанностями, то немедленно уволится». Из этого следует, что между Джонсом и генералом Ли был какой-то договор. Дуглас Фриман предполагал, что у Джонса были проблемы с алкоголем, он обещал генералу Ли бросить пить, и обязался подать в отставку, если бы не справился с обещанием. И если так, то он победил этот порок, потому что после Геттисберга командовал бригадой до самой смерти в 1864 году.
В составе дивизии Джонсона генерал Джонс участвовал в битве при Геттисберге. Его бригада имела следующий вид:
- 21-й Вирджинский пехотный полк: кап. Уильям Мосли
- 25-й Вирджинский пехотный полк: полк. Джон Хиггинботам
- 42-й Вирджинский пехотный полк: подп. Роберт Уайтерс
- 44-й Вирджинский пехотный полк: май. Норвал Кобб
- 48-й Вирджинский пехотный полк: подп. Роберт Данган
- 50-й Вирджинский пехотный полк: подп. Логан Сэльер

Бригада прибыла к Геттисбергу к концу дня 1 июля и не успела принять участия в сражениях того дня.
2 июля во время атаки дивизии Джонсона на Калпс-Хилл он получил тяжелое ранение в бедро и надолго выбыл из строя. Только в августе 1863 генерал Ли назначил его командиром бригады, которой ранее командовал Уильям Смит (который оставил бригаду и стал губернатором Вирджинии). В том же году Джонс снова был ранен во время сражения при Майн-Ран.
Джонс погиб в 1864 году в сражении в Глуши, во время первой атаки федеральной армии, когда наводил порядок в рядах своей бригады, которая занимала позиции на южной стороне дороги Оранж-Тенпайк. Пуля попала в него примерно в 13:00, когда бригада попала под удар федеральной бригады Бартлетта. Тело Джонса было отправлено домой, и его похоронили на кладбище Марлвуд в Шарлоттсвилле.